# البطولة الوطنية المجرية 1957–58
البطولة الوطنية المجرية 1957–58 (بالمجرية: 1957–1958-as magyar labdarúgó-bajnokság)‏ هو الموسم 56 من  البطولة الوطنية المجرية. أشرف على تنظيمه اتحاد المجر لكرة القدم، وكان عدد الأندية المشاركة فيه  14، وفاز فيه نادي بودابست.